# Justinas Sigitas Pečkaitis
Justinas Sigitas Pečkaitis (* 13. Oktober 1946 in Apirbiškiai, Rajon Šakiai, Litauen) ist ein litauischer Strafrechtler, Professor und Prorektor der Mykolas-Romeris-Universität.

## Biografie
Nach dem Abitur an der Mittelschule Sintautai 1966 und nach dem Sowjetarmeedienst studierte Pečkaitis von 1969 bis 1974 (mit Auszeichnung) Universität Vilnius und von 1975 bis 1978 die Aspirantur. Oktober 1979 promovierte er an der Universität Leningrad zum Kandidaten der Rechtswissenschaften zum Thema „Tarybų Lietuvos baudžiamosios teisės kūrimas ir vystymasis socialistinės visuomenės sąlygomis“. 
Ab 1994 ist er Professor der Mykolas-Romeris-Universität und Prorektor (ab 1991). Er war Hochschullehrer an der Vytauto Didžiojo universitetas (im SS 1998/1999).